# 소닉 더 헤지혹

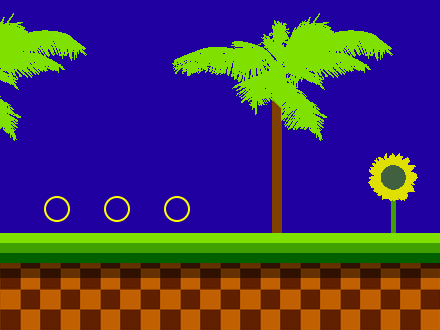
소닉 더 헤지혹의 그린 힐 존

카오스 에메랄드

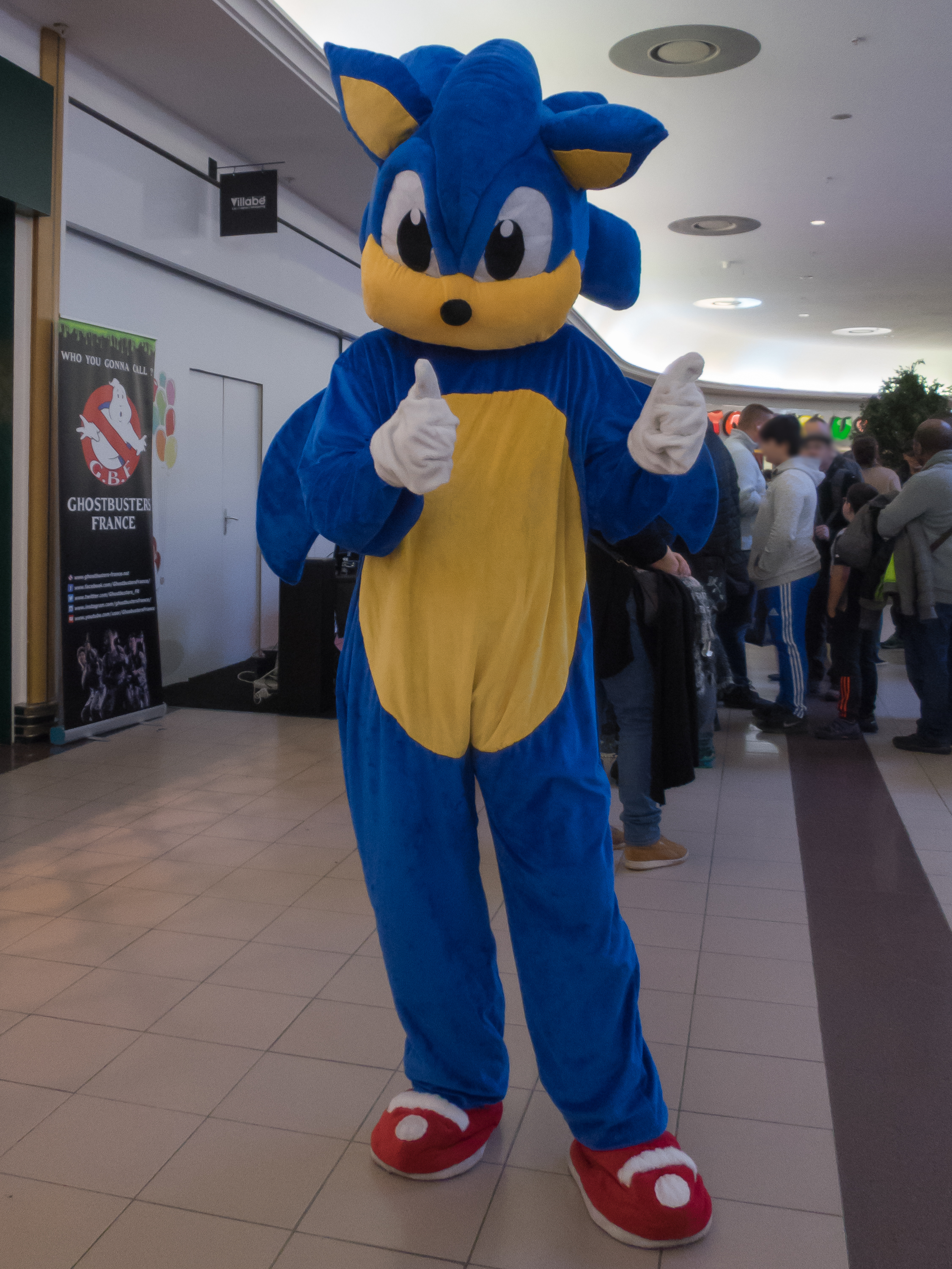
2018년 소닉 코스프레

《소닉 더 헤지혹》(Sonic the Hedgehog, 일본어: ソニック・ザ・ヘッジホッグ)는 마스코트 캐릭터인 소닉 더 헤지혹이 주인공인 세가의 비디오 게임 프랜차이즈로, 음속으로 달릴 수 있는 파란 고슴도치 소닉을 조작하는 고속 액션 게임이다. 닌텐도의 슈퍼 패미컴에 대항하기 위한 전략 상품으로 메가 드라이브의 고속 처리 능력을 살린 게임이다. 시리즈의 첫 시작은 1991년 6월 23일 미국에서, 같은 해 7월 26일 일본에서 메가 드라이브용 소닉 더 헤지호그의 발매부터이며, 이때 게임 기어와 마스터 시스템용의 8비트 버전도 같이 발매됐다.
일본에서는 적당한 성공을 거두었지만, 미국에서는 폭발적인 성공을 거두어 메가 드라이브와 슈퍼 패미컴이 서로 경쟁하는 발판을 만들기도 하였다.
전 세계적인 판매량은 2012년 시리즈 통산 8433만장 이상을 판매했다. 이 중 가장 많이 팔린 시리즈는 《소닉 더 헤지호그 1》(1500만장 이상, 모바일로는 800만건 다운로드), 《소닉 더 헤지호그 2》(600만장 이상), 《소닉 3》 및 《소닉 & 너클즈》(700만장 이상), 《소닉 어드벤처 1》, 《2》(드림캐스트 + 멀티 플랫폼 판매량 총합 800만장 이상), 《소닉 히어로즈》(전 세계 판매량 총합 600만장 이상), 《소닉 언리쉬드》(280만장 이상), 《소닉 컬러즈(컬러스)》(230만장 이상) 등이 있다.

## 세대별 출시작
이하는 소닉 더 헤지호그(이하 소닉)를 주인공으로 등장시킨 게임들을 가정용 게임기 세대별로 구분한 것이다.

### 클래식 소닉 시리즈 시대

#### 메가 드라이브, 메가 CD, 세가 32X (1991~1996)
맨 처음 소닉 게임인 《소닉 더 헤지호그》는 메가 드라이브로 1991년에 주인공 소닉과 세계를 정복하러는 악당 닥터 에그맨을 등장시키며 나왔다. 게임은 골을 향해 가면서 링을 얻고, 카오스 에메랄드를 모아서 에그맨의 로봇을 없애는 것에 초점을 두었다.
속편, 《소닉 더 헤지호그 2》(1992)는 더 많은 레벨과 속도, 그리고 사이드킥 마일즈 프라우어를 등장시켰다. 이 게임은 제네시스의 두번째로 가장 많이 팔린 게임이었다.
《소닉 더 헤지호그 3》(1994)는 새로운 능력이 있는 실드(예-불, 번개, 물)와 더 늘어난 스테이지, 저장기능, 테일즈로 플레이 가능한 기능과 너클즈 디 에키드나를 선보였다.
《소닉 3& 너클즈》(1994)는 너클즈로 할 수 있는 기능과 소닉 2와 3랑 결합할 수 있는 '록온' 기능이 있었다. 원래 소닉 3와 소닉 앤 너클즈는 한 게임으로 계획되었으나, 저장 공간과 개발시간 때문에 분리되어서 판매되었다.
스핀오프 게임도 많이 나왔다. 핀볼게임인 소닉 더 헤지혹 스핀볼과 뿌요뿌요에 비롯된 닥터 로보트닉의 민 빈 머신, 그리고 조감시점 2.5D 게임인 소닉 3D 블래스트(일본명은 소닉 3D:플리키들의 섬)가 나왔다.
메가드라이브의 추가기기인 세가 CD로는 소닉 CD(1993)가, 32x로는 너클즈 카오틱스(1995)가 나왔다.

#### 마스터 시스템 그리고 게임기어 (1991~1996)
메가드라이브 소닉게임의 성공은 세가 마스터 시스템과 게임기어로도 나왔다. 1991년에 나온 소닉 더 헤지호그 (8비트)는 메가드라이브 버전과는 다른 레벨과 음악을 포함했다. 1992년의 소닉 더 헤지호그 2 (8비트)도 비슷하게 다른 스토리와 레벨, 음악을 포함했다. 일본에서는 소닉&테일즈라는 이름으로 1993년에 나온 소닉 카오스는 이전의 두 게임기어 게임과 비슷했지만 테일즈로 플레이 할 수 있게 했다. 1994년에는 소닉 트리플 트러블(일본에선 소닉&테일즈 2)에서는 낵 더 위젤이라는 새 캐릭터를 등장시켰다.
스핀오프 게임으로는 소닉 래비린스,  소닉 드리프트, 소닉 드리프트 2, 테일즈 스카이패트롤, 테일즈 어드벤처  등이 나왔다.

#### 세가의 32비트 콘솔 세가 새턴 (1996~1997)
세가는 원래 세가기술연구소와 함께 소닉 X-treme을 세가 새턴으로 만들려 했으나 개발중 난항을 겪어 취소했고, 그 대안이 소닉 3D 블래스트를 새턴으로 리메이크하는 것이었다.
소닉 잼은 이전에 나온 메가드라이브의 메인 소닉 게임들의 컴필레이션 게임이었다. 원본과는 다르게 난이도 변경이 가능했고, 소닉 CD등의 영상들이 포함되어 있었다. 미니 3D 스테이지가 있었는데, 이는 소닉의 최초 3D 스테이지였다. 3D 소닉게임인 소닉 X-treme의 취소로 정식 3D 소닉 게임은 1999년 소닉 어드벤처로 이루어진다.
세 번째 레이싱 소닉 게임인 소닉 R의 경우, 이전의 드리프트와 후의 소닉 라이더즈와는 다르게 에이미와 에그맨을 제외한 모든 캐릭터들이 발로 뛰면서 경주하는 레이싱 게임이다. Traveller's Tales라는 개발사가 개발했으며, 후에 PC로도 발매된다.

### 소닉 어드벤처 시리즈 시대

#### 세가 드림캐스트 (1998~2001)
1998년에 발매된 세가의 마지막 콘솔인 드림캐스트로 나온 게임들이다. 대체로 어드벤처 게임이 세가의 소닉 시리즈를 책임졌지만 "소닉 셔플"이라는 파티 게임도 만들어졌다.
"소닉 엑스트림"의 취소로 소닉팀은 세가 새턴으로 소닉 어드벤처를 개발하기 시작하지만 새턴 대신 드림캐스트를 밀기로 한 세가의 결정에 따라 드림캐스트로 다시 만들어져 1998년에 발매된다.  "소닉 어드벤처"는 바로 250만장이 팔리면서 드림캐스트 게임 중 제일 많이 팔린 게임이 되었다. 2003년에는 게임큐브와 PC로 12개의 게임기어 게임을 포함하여 "소닉 어드벤처 DX: Director's Cut"이, 2010년에는 플레이스테이션 네트워크와 엑스박스 라이브 아케이드로 다른 "드림캐스트 컬렉션"게임과 함께 나왔다.
2000년에는 "소닉 셔플"이라는 파티게임이 드림캐스트로 나온다. 마리오 파티의 개발자 허드슨도 개발에 참여했지만 보드를 돌면서 미니게임을 하는 마리오 파티 시리즈와 차별화하는데 실패한다.
2001년에 시리즈의 10주년을 기념해 만든 "소닉 어드벤처"의 후속작인 "소닉 어드벤처 2"는 이전작과는 다르게 섀도우 더 헤지호그가 등장한다. 섀도우는 닥터 에그맨의 할아버지 제럴드 로보트닉이 만든 '궁극의 생명체'로, 소닉만큼 빠르게 달릴 수 있으며, 카오스 컨트롤과 같은 능력을 사용할 수 있다. 2P 모드도 추가되었다. 후에 세가가 서드파티로 바뀌었을 때, 같은 해에 게임큐브로 "소닉 어드벤처 2 배틀"이라는 업데이트 버전을 낸다. 2012년에는 플레이스테이션 네트워크와 엑스박스 라이브 아케이드로도 나왔다.

#### 게임보이 어드밴스 (2000~2006)
네오지오 포켓으로 나온 소닉 더 헤지호그 포켓 어드벤처(통칭 "소닉 포켓 어드벤처")를 제외한 어드밴스 시리즈는 게임보이 어드밴스용 게임이다.
SNK가 개발하고 세가가 감수한 "소닉 포켓 어드벤처"는 네오 지오 포켓 컬러로 나왔는데, 메가 드라이브 시절의 게임플레이를 다시 적용시켰다. 같은 개발자 몇명이 나와서 만든 회사 딤프스는 후에 다양한 소닉 게임을 하청받아 제작하는데, 첫 게임은 게임보이 어드밴스로 2001년에 나온 "소닉 어드밴스"였다. 닌텐도 게임기로 나온 첫 소닉 게임인 이 게임은 메가 드라이브 시절의 게임 플레이를 바탕으로 새로운 게임 플레이 방식 등을 도입했다. 후에 노키아의 게임기 N-GAGE로 "소닉 N"이라는 이름으로 나오기도 했다.
"소닉 어드밴스"는 성공적이었고, 2003년과 2004년에 후속작 "소닉 어드밴스 2"와 "소닉 어드밴스 3"가 나오기도 했다. "2"와 "3"사이에 두개의 다른 소닉게임이 나오기도 했는데, 그 둘은 격투형 액션 게임인 "소닉 배틀"과 파티형 핀볼 게임인 "소닉 핀볼 파티"였다. 2006년에는 소닉 더 헤지호그의 리메이크인 "소닉 더 헤지호그 제네시스"가 미국에서만 발매되었지만 여러 가지 혹평으로 인해 큰 실패를 거두었다.

#### PS2, XBOX, 게임큐브 (2002~2008)
세가가 드림캐스트의 콘솔사업을 철수하고 서드파티가 된 뒤 다른 게임기로 발매한 게임이다. 게임큐브로 나온 첫 소닉 게임은 "소닉 어드벤처 2 배틀"이었고, 뒤를 이어 "소닉 어드벤처 DX: Director's Cut"이 나왔으며 둘 다 "소닉 어드벤처"와 "어드벤처 2"의 재발매였다. 2010년과 2012년 재발매될 때 "소닉 어드벤처 2 배틀"과 "소닉 어드벤처 DX"의 내용을 DLC로 받을 수 있게 되었다.
2003년에는 "소닉 히어로즈"가 게임큐브 및 플레이스테이션 2, 엑스박스로 나왔다. 이전의 "어드벤처 시리즈"와 비슷하지만 3 명씩 팀을 이루어서 한 명씩 리더를 바꿔가며 각 캐릭터의 특성을 사용하여 플레이하는 방식이다. 2005년의 "쉐도우 더 헤지호그"는 쉐도우가 자신의 과거를 밝히려는 이야기이다. 게임은 다양한 멀티 엔딩과 루트가 있었고, 총기와 같은 무기나 모빌들이 추가되었다.
"소닉 라이더즈"는 소닉 R에 이은 네 번째 레이싱 소닉 게임이었는데, 소닉 R과는 다르게 호버보드, 바이크, 스케이트 등으로 경기를 한다. 플레이스테이션 2의 경우, "소닉 라이더즈: 제로 그래비티"와 "소닉 언리쉬드"도 나왔다.

### 가정용 7세대, 휴대용 6세대 시대

#### 닌텐도 DS 그리고 PSP (2005~2010)
닌텐도 DS로 나온 소닉 게임 중 맨 처음 작품은 2005년의 소닉 러시이다. 소닉 어드밴스 시리즈와 비슷하지만 부스트와 2.5D 그래픽, 그리고 새 캐릭터 블레이즈 더 캣이 추가되었다. 후속작으로는 2007년의 소닉 러시 어드벤처가 나왔다. 제트스키나 잠수함 등을 타는 부분이 추가되었고, 블레이즈의 마린 더 라쿤도 등장했다. 2년 뒤에는 한국닌텐도가 한글화를 거쳐서 정발했다. 2010년의 소닉 컬러즈는 '위습'이라는 파워업 아이템과 다른 기술들이 추가되었다.
PSP의 경우, 두 2.5D 게임이 출시되었다. 2006년의 소닉 라이벌즈와 2007년의 소닉 라이벌즈 2이다.
스핀오프 게임으로는 마리오와 소닉 베이징 올림픽과 마리오와 소닉 밴쿠버 동계올림픽이 있었다. Wii로도 나온 두 게임은 올림픽 종목을 다룬 미니게임으로 되어 있었다. 2008년에 나온 소닉 크로니클즈 어둠의 형제는 현재 EA에 인수된 BioWare가 만든 RPG 게임으로, 소닉 시리즈 중 유일한 RPG이다. 다른 게임기들로 나왔던 소닉 앤 세가 올스타즈 레이싱도 DS로 나왔다.

#### Wii, PS3 & XBOX 360 (2006~2012)
2006년부터 세가와 소닉팀은 시리즈를 다른 방향으로 확산시키려 노력했다. 첫 시도는 2006년에 나온 플레이스테이션 3와 엑스박스 360으로 나온 《소닉 더 헤지호그 (2006)》였다. 소닉 어드벤처 스타일의 게임플레이를 확장시켰지만, 15주년 게임이라는 압박감과 급하게 짜인 시간때문에 버그와 에러가 많아 비판이 거셌다. 2008년작 소닉 언리쉬드에선 낮과 밤에 따라 다른 게임플레이를 보여주려고 했었다. PS3와 360 버전은 소닉팀이 개발한 '헤지호그 엔진'이라는 그래픽 엔진을 도입한 반면, 위와 플레이스테이션 2버전은 완전히 다르다.
그 전의 소닉 게임은 다양한 캐릭터로 할 수 있었으나, 《2006》과 《언리쉬드》의 비판을 받아들여 2009년부터는 소닉으로만 플레이 하도록 했다. 《소닉 더 헤지호그 4: 에피소드 I》는 플레이스테이션 네트워크, 엑스박스 라이브, 위웨어, iOS등으로 나왔는데, 16비트 2D 게임을 다시 돌아오도록 했다. 《소닉 더 헤지호그 4: 에피소드 II》도 2012년에 플레이스테이션 네트워크, 엑스박스 라이브, iOS, 안드로이드, 그리고 윈도 폰 등으로 나왔다. 위로 나온 2010년의 《소닉 컬러즈》에는 위습이라는 아이템을 추가시켰다. 2011년에 나온 20주년 기념작 《소닉 제네레이션즈》는 360, PS3, PC, 그리고 닌텐도 3DS로 나왔는데, 과거의 클래식 소닉과 현재의 모던 소닉 등의 두 소닉으로 할 수 있다.
이때는 다양한 스핀 오프 시리즈도 나왔는데, 스토리북 시리즈는 유명한 책의 인물과 정을 바탕으로 만든 게임이다. 두 게임이 위로만 나왔는데, 소닉과 비밀의 반지과 소닉과 암흑의 기사가 그것이다. 닌텐도와 협력하여 만든 마리오와 소닉시리즈에는 소닉과 마리오 시리즈의 캐릭터들이 올림픽을 바탕으로한 미니 게임을 한다. 마리오와 소닉 베이징 올림픽, 마리오와 소닉 밴쿠버 동계올림픽, 그리고 마리오와 소닉 런던 올림픽등이 위로 나왔다. 세가는 닌텐도와 대난투 스매시 브라더스 X에 소닉을 플레이하기 위해 협력하기도 하였다.
라이더즈시리즈의 후속작인 소닉 프리 라이더즈는 2010년에 엑스박스 360의 키넥트로만 출시되었다. 세가 슈퍼스타즈 시리즈의 세가 슈퍼스타즈 테니스가 2008년에, 소닉 앤 세가 올스타즈 레이싱이 2010년에, 그리고 후속작 소닉 앤 올스타즈 레이싱 트랜스폼드가 2012년에 발매되기도 하였다.

### 가정용 8세대, 휴대용 7세대 시대

#### 3DS, PSP 비타, iOS (2011~현재)
2010년에 닌텐도 3DS가 발표되었을 때, 3DS 소닉 게임이 개발 중이라는 사실이 발표 되었고, 1년 후에 그것이 소닉 제네레이션즈의 휴대용 버전인 것이 밝혀졌다. 후에 마리오와 소닉 런던 올림픽도 3DS로 나왔으며, 2012년에는 소닉 앤 올스타즈 레이싱 트랜스폼드가 3DS 뿐만 아니라 플레이스테이션 비타로도 나왔다. 소닉 로스트 월드의 휴대용 버전도 2013년에 판매가 되어 평가를 받았다.
iOS로도 많은 소닉게임이 나왔는데, 레트로 엔진을 개발하던 젊은 청년인 크리스천 화이트헤드와 캐논 헤드와 공동으로 개발한 소닉 더 헤지호그, 소닉 더 헤지호그 2, 소닉 CD가 iOS로 리메이크되었고 소닉 4시리즈 뿐만 아니라 소닉 점프가 2012년에, 소닉 대시가 2013년에 나왔다. 점프는 안드로이드 운영체제로도 나왔고, 대시도 윈도폰 기준으로 2014년에 나오며, 이후 러너즈가 2015년에 출시되어 이제 소닉 게임 시리즈의 무게 중심이 가정용 게임기에서 휴대용 게임기 및 앱스토어 게임으로 이전했음을 보여주는 등 차츰 모바일 시장이 확대되었다.
목록
- 소닉 더 헤지호그 4 에피소드: 1(2012년)
- 소닉 점프(2012년)
- 소닉 더 헤지호그 4 에피소드: 2(2013년)
- 소닉 대시(2013년)
- 소닉 러너즈(2015년)
- 소닉 점프 피버(2015년)
- 소닉 1(2015년)
- 소닉 2(2015년)
- 소닉 CD(2016년)
- 소닉 포시즈: 스피드 배틀(2017년)
- 소닉 2020 도쿄 올림픽(2020년/미출시)

#### 닌텐도 Wii U 독점 출시작 또는 늘어가는 신작 (2013 ~ 현재)
2013년 5월에 세가는 닌텐도와 다음 3개의 소닉 게임을 닌텐도 게임기로만 출시하기로 계약을 맺는다. 그 3개의 게임은 소닉 로스트 월드, 마리오와 소닉 소치 동계올림픽, 그리고 소닉 붐이라는 게임으로 알려져 있다. 참고로 3개 게임 모두 기대 이하의 매출을 보이며 세가의 게임 사업 부분이 개편되는 계기를 만들어 준다. 이로 인해 세가 소닉 시리즈는 모바일 전용 게임으로 전환되게 되었다.
3DS를 통해 2016년에 출시될 소닉붐 시리즈의 신작인 Fire&Ice와 함께 Wii U & 3DS으로 마리오와 소닉 리우 올림픽의 출시가 2016년 2월에 이루어질 예정에 있어 매출과 평판에 따라 모바일 전용 게임으로 치우친 세가의 게임 사업 부분이 재편될 가능성이 남아 있다. 같은해 7월 23일에는 소닉 25주년 기념을 맞이하여 미국 샌디에이고에서 열린 샌디에이고 코믹콘에서 소닉 25주년 기념 파티가 개최되었다. 세가 측이 두 타이틀을 개발한다는 소식을 전해져 팬들의 기대감이 커지고 있으며 두 타이틀들 중 첫번째인 소닉 매니아는 16비트 고전풍을 느낄수 있는 2D 어드벤처 플랫폼으로 PS4, XBOX ONE, PC로 나올 예정이고 두번째인 소닉 2017 프로젝트는 전작인 소닉 제네레이션즈와 동일하게 클래식 소닉이 다시 등장한다. 이번작에서는 PS4, XBOX ONE, PC뿐만 아니라 닌텐도의 차세대 게임기인 닌텐도 스위치로도 출시할 예정이다. 또한 닌텐도 스위치프레제테이션을 통해 소닉 매니아도 닌텐도 스위치타이틀에 추가되어 두 타이틀의 공통 플랫폼으로 출시될 예정날은 2017년말에 예정이다.

## 세대별 세계관

### 클래식 소닉 시리즈
1991년부터 1997년까지 지속된 시리즈로 스피드와 모험성의 균형을 추구하면서 미디어 믹스를 추진하였다. 대표적인 작품으로는 소닉 더 헤지호그(1991), 소닉 더 헤지호그 2(1992), 소닉 CD(1993), 소닉 & 테일즈(1993), 소닉 & 테일즈 2(1994), 소닉 더 헤지혹 3(1994), 소닉 & 너클즈(1994), 소닉 드리프트(1994), 소닉 드리프트 2(1995), 너클즈 카오틱스(1995), G 소닉 블래스트(1996), 소닉 3D 블래스트(1996), 소닉 잼(1997), 등이 있다.
세가 제네시스, 세가 마스터 시스템, 세가 게임기어, 세가 CD, 세가 32X, 세가 새턴, 등으로 출시 또는 발매된 여러 클래식 소닉 작품들이 이에 해당한다.

### 소닉 어드벤처 시리즈
1998년부터 2004년까지 진행되던 시리즈로 소닉 시리즈의 모험성이 강해진 측면이 많은 시기의 소닉 시리즈이기도 하다. 여러 캐릭터들이 소개되기 시작하며 캐릭터 선택의 다양성을 추구하는 작품이 많았다. 대표적인 작품으로는 소닉 포켓 어드벤처(1999), 소닉 어드벤처 1(1998), 소닉 어드벤처 2(2001), 소닉 어드밴스(2001), 소닉 어드벤처 2 배틀(2002), 소닉 어드밴스 2(2002), 소닉 어드벤처 DX(2003), 소닉 히어로즈 (2003), 소닉 어드밴스 3(2004), 등이 있다.
세가 드림캐스트(어드벤처 시리즈), 네오지오 포켓 컬러, 초기 닌텐도 게임큐브, 닌텐도 GBA(어드밴스 시리즈), 등으로 출시된 작품들이 이에 해당한다.

### DS, PSP, Wii 소닉 시리즈
2005년부터 2009년까지 추진되던 시리즈로 캐릭터들의 스토리와 함께 감각적 스피드가 강조되고 있는 소닉 시리즈이다. 여전히 여러 캐릭터가 선택 가능하지만 일부 작품은 평론가들 및 일부 플레이어 사이에서 평판이 좋지 않다. 소닉 러쉬(2005), 쉐도우 더 헤지혹(2005), 소닉 더 헤지혹 2006(2006), 소닉 라이더즈 1(2006), 소닉 라이벌즈 1(2006), 소닉 러쉬 어드벤처(2007), 소닉 라이벌즈 2(2007), 소닉 라이더즈 2(2008), 소닉 언리쉬드(2008), 등이 있다.
후기 닌텐도 게임큐브, 닌텐도 DS(소닉 러쉬 시리즈), PS 포터블(라이벌즈 시리즈), 닌텐도 Wii, 소니 PS3(라이더즈 시리즈), 등으로 출시된 작품들이 이에 해당한다.

### 3DS, iOS, Wii U 소닉 시리즈
2010년부터 현재까지 지속적으로 진행되는 소닉 시리즈이며 소닉 시리즈 특유의 감각적 스피드가 강조되고 있다. 대표적인 작품으로는 소닉 프리 라이더즈(2010), 소닉 컬러즈(2010), 소닉 앤 세가 올스타즈 레이싱(2010), 소닉 제너레이션즈(2011), 소닉 앤 세가 올스타즈 레이싱 트랜스폼드(2012), 소닉 로스트 월드(2013), 등이 있다. 참고로 마리오와 소닉 올림픽 시리즈도 시기상으로는 이 시리즈와는 긴밀히 연결되어 있으며 현재 소닉 붐 시리즈가 개발되고 있다.
닌텐도 Wii U, 닌텐도 3DS, PS 포터블 Vita, MS XBOX 360(올스타즈 시리즈), Google Android(소닉 점프), Apple iOS(소닉 대쉬), 등으로 출시된 작품들이 이에 해당한다.

### 소닉 이야기 시리즈
이 시리즈는 현재 DS 게임 '소닉 크로니클' 및 Wii 게임 '소닉과 비밀의 반지'와 '소닉과 암흑의 기사' 등으로 구성되어 있다. 이 게임의 특징은 동작이 현재에 재생되지 않지만 소닉은 과거에 두 게임의 시작 부분에서 까다로운 행동이 일어난다. 시리즈의 연속은 여전히 현재 불확실하다.
이 시리즈와 간접적 연관성이 있는 작품들은 쉐도우 더 헤지혹(2005)과 소닉 더 헤지혹 `06(2006)인데 이 작품들 또한 스토리에 치중하여 스피드나 모험성에서 문제가 있다는 평판이 많다. 다만 이 두 작품은 시간적 제한이나 시대의 흐름에 따른 문제일 뿐이지 시리즈 본연의 문제가 아니라는 시각도 존재한다.

## 같이 보기
- 테일즈 (등장인물)